# Afak Relizane
Maillots
Actualités
Dernière mise à jour : 25 juillet 2022.
Le Afak Chabab Relizane (en arabe : آفاق شباب غليزان), est un club professionnel de football algérien féminin fondé en 1995 et basé dans la ville de Relizane.
Il évolue en première division du championnat d'Algérie.

## Histoire
L'Afak est fondé en 1995, pour encourager la pratique sportive des jeunes de Relizane pendant la guerre civile algérienne. L'année suivante, la section de football féminin est créée, malgré le climat très conservateur qui règne dans la ville.
Dans les années 2010, le club devient l'un des plus titrés du football féminin algérien. En 2021, l'équipe remporte la finale des play-offs du championnat aux tirs au but face à l'AS Sûreté Nationale. Grâce à son titre de champion d'Algérie, l'équipe participe à la première édition de la Ligue des champions africaine. Le club termine à la deuxième place du tournoi qualificatif de l'UNAF derrière les Marocaines de l'AS FAR.
L'année suivante, un nouveau sacre lui ouvre encore les portes de l'Afrique, mais au moment du tournoi qualificatif de l'UNAF, sept joueuses sont positives au covid-19 et le club chute sévèrement face à l'ASBH et à Wadi Degla.
En août 2022, la CAF attribue le statut de club professionnel à l'Afak Relizane. Il devient ainsi le premier club féminin algérien professionnel. L'Afak remporte une nouvelle fois le championnat en 2022-2023, malgré une phase aller compliquée, à cause notamment d'un départ massif des joueuses vers les clubs concurrents. En Ligue des champions, les Algériennes terminent deuxièmes du tournoi de l'UNAF à Alexandrie. Alors que la compétition devait se jouer à Oran, elle est finalement déplacée en Égypte par la CAF.  L'Afak est battu par le Sporting Casablanca et échoue une nouvelle fois à se qualifier pour la phase finale. Dans ce tournoi, Naïma Bouhenni termine meilleure buteuse de la compétition avec sept réalisations.

## Palmarès
| Compétitions nationales | Compétitions internationales |
| --- | --- |
| - Championnat d'Algérie (11) : - Champion : 2009-10, 2010-11, 2011-12, 2012-13, 2013-14, 2014-15, 2015-16, 2016-17, 2020-21, 2021-22 et 2022-23 - Vice-champion : 1999-00, 2001-02, 2002-03, 2003-04, 2007-08, 2008-09 et 2018-19 - Coupe d'Algérie (6) : - Vainqueur : 2009-10, 2010-11, 2011-12, 2012-13, 2013-14 et 2015-16 - Finaliste : 2007-08 et 2008-09. - Supercoupe d'Algérie (0) : - Finaliste : 2016 | - Tournoi de l'UNAF des éliminatoires pour la LC féminine de la CAF (0) : - Finaliste : 2021 et 2023. - Tournoi Maghrébin des clubs féminin (2) : - Vainqueur : 2010 et 2012 - Finaliste : 2011. |
| Compétitions de jeunes | |
| - Tournoi de l'UNAF des clubs féminin des U20 (1) : - Vainqueur : 2024 - Championnat d'Algérie féminine des U20 (1) - Vainqueur : 2023-24. - Vice-champion : 2021-22 - Coupe d'Algérie des U20 (2) : - Vainqueur : 2022-23 et 2023-24. - Finaliste : 2015-16. - Championnat d'Algérie des U17 (2) - Champion : 2022-23 et 2023-24 - Vice-champion : 2021-22 - Coupe d'Algérie des U17 (1) - Vainqueur : 2022-23. - Finaliste : 2012-13 et 2016-17. - Championnat d'Algérie des U15 (1) - Champion : 2022-23 - Vice-champion : 2023-24 - Coupe d'Algérie des U15 (0) - Finaliste : 2023-24. | |

## Joueuses emblématiques
La liste des joueuses qui ont marquées l'histoire du club est la suivante :
- Kelthoum Arbi Aouda
- Naïma Bouhani
- Zeyneb Kendouci
- Fatima Sekouane